# Karel Sluijterman
Theodorus Karel Lodewijk Sluijterman, ook geschreven Sluyterman (Engelen, 22 januari 1863 - Den Haag, 8 juni 1931) was een Nederlands architect, meubelontwerper, interieurontwerper, tekenaar, keramist, boekbandontwerper en hoogleraar.

## Levensloop
Sluijterman volgde van 1880 tot 1884 een opleiding aan de Polytechnische School te Delft (de latere Technische Universiteit Delft) bij de ontwerper Adolf le Comte en aan de Academie voor Beeldende en Technische Vakken te Rotterdam. 
Van 1888 tot 1891 werkt Karel Sluijterman twee jaar in Parijs bij de Nederlands-Franse architect-decorateur Eduard Johan Niermans (1859-1928), waar Sluijterman kennis maakte met de Franse florale art nouveau. Deze nieuwe stijl zou zijn werk sterk beïnvloeden, al zijn niet al zijn ontwerpen onder de art nouveau te rangschikken. Hij werkte ook in de in de negentiende eeuw zo populaire neostijlen.
Terug in Nederland werd Sluyterman eerst esthetisch adviseur en ontwerper bij 't Binnenhuis, de vernieuwende, door architect H.P. Berlage opgerichte firma voor interieurontwerp.
In 1895 werd Sluyterman hoogleraar aan de polytechnische school in Delft. Hij doceerde daar decoratieve kunst en ornamentleer. In 1901 werd Sluyterman leraar ornamenttekenen aan de School voor Kunstnijverheid in Haarlem. Als docent aan de kunstnijverheidsschool en als docent en hoogleraar decoratieve kunst en ornamentleer aan de Polytechnische School zette Sluyterman zich actief in voor de verbreiding van de toegepaste kunst.
In 1900 maakt hij met de architect Johan Mutters het Nederlandse paviljoen in art-nouveau-stijl voor de Wereldtentoonstelling van 1900 in Parijs. 
De Amsterdamse juwelier en edelsmid Willem Hoeker was tevens de oprichter van de Amsterdamse interieurfirma Het Binnenhuis. In 1891 trok hij Sluijterman aan als esthetisch adviseur en ontwerper.

## Werk
Sluyterman  was actief als architect, meubelontwerper, interieurontwerper, tekenaar, keramist en boekbandontwerper. Hij ontwierp onder andere de boekbanden van Fidessa en Reis-impressies van Louis Couperus. Ook ontwierp hij plafondschilderingen de Delftsche Studenten Sociëteit "Phoenix" (zie afbeeldingen).

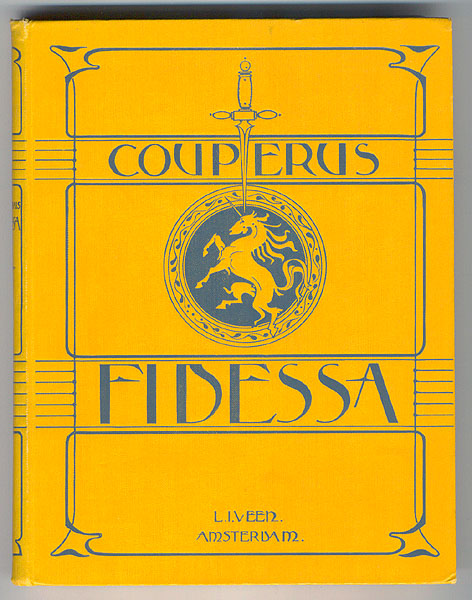
Fidessa van Louis Couperus
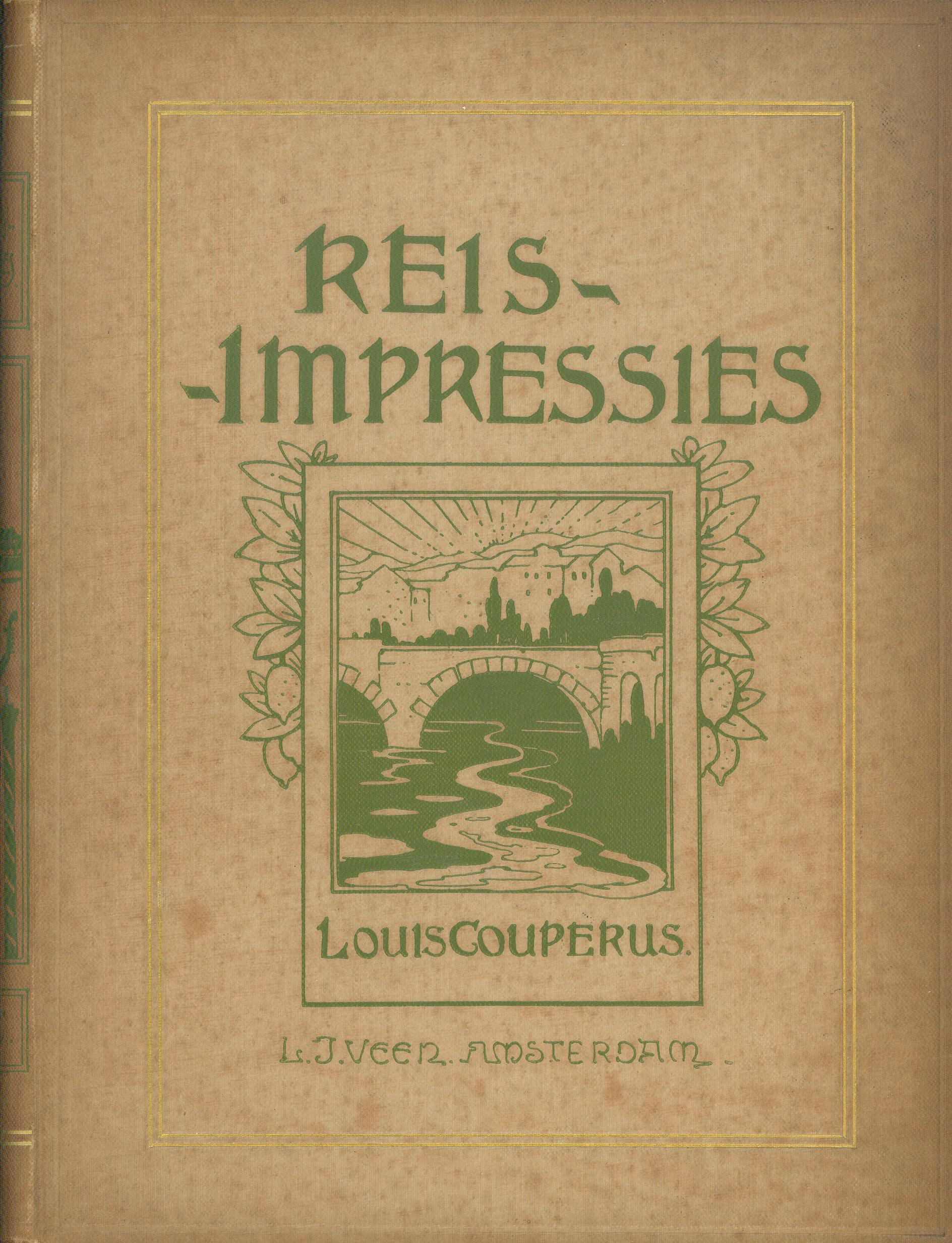
Reis-impressies van Louis Couperus
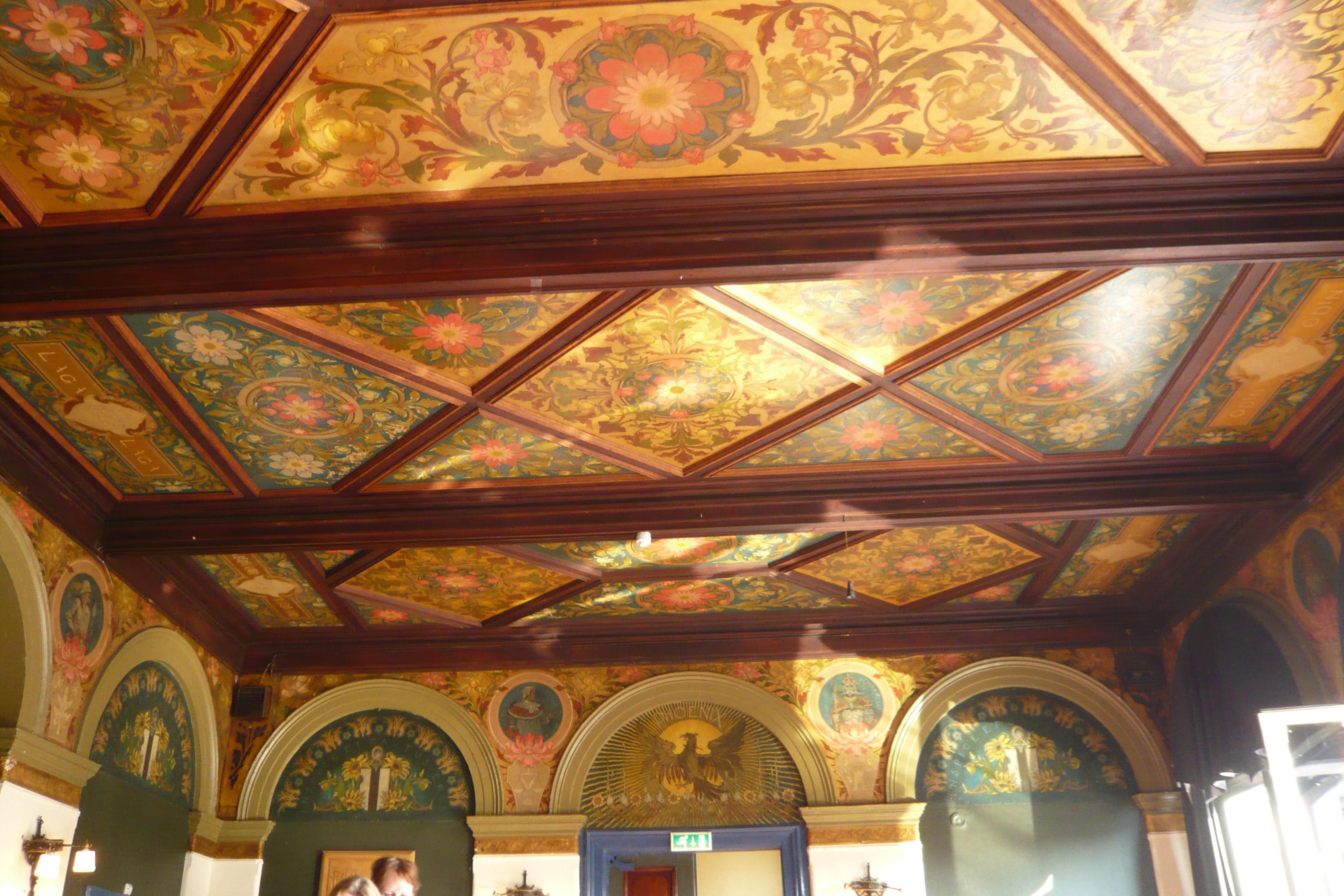
Delftsche Studenten Societeit "Phoenix"